# Georg Ratzinger
Georg Ratzinger (Pleiskirchen, 15 de enero de 1924-Ratisbona, 1 de julio de 2020) fue un clérigo y músico alemán, hermano de Joseph Ratzinger (265.º papa de la Iglesia católica con el nombre de Benedicto XVI).

## Biografía
Hijo de Joseph Ratzinger (6 de marzo de 1877-25 de agosto de 1959), oficial de policía, y María Ratzinger (nacida Peintner, 7 de enero de 1884-16 de diciembre de 1963). Fue el mediano de tres hermanos, María (7 de diciembre de 1921-2 de noviembre de 1991) y Joseph, papa Benedicto XVI, con quien ingresó en el seminario de la arquidiócesis de Múnich-Frisinga y juntos fueron ordenados sacerdotes en 1951. En 1964, graduado como músico eclesial y compositor, asumió el cargo de director del coro de la Catedral de Ratisbona (Los Gorriones). En 1976 fue nombrado prelado de honor de Su Santidad.

### Vida privada
Pasó los últimos años de su vida en Pentling, cerca de Ratisbona, en la casa cuya propiedad compartía con su hermano Joseph, a quien solía visitar durante el verano en su residencia de Roma.
El 15 de enero de 2014, al cumplir 90 años, su círculo de amigos organizó un concierto en su honor en Radio Vaticana que contó con la presencia de su hermano, entonces papa emérito, y al que asistió un reducido grupo de personas, entre los cuales se hallaba el secretario de Benedicto XVI y prefecto de la Casa Pontificia, Georg Gänswein, el cardenal Gerhard Ludwig Müller, prefecto para la Congregación de la Doctrina de la Fe, el portavoz de Radio Vaticana, Federico Lombardi, el escritor alemán Michael Hesemann y Lauren Green, de la cadena de noticias Fox, quien interpretó al piano piezas musicales. Entre otros invitados destacó la presencia del violinista Baptiste Pawlik y la escritora e investigadora social Molly María Hamilton Baillie, quien portaba un relicario de Santa Cecilia bendecido por el papa Francisco.

### Fallecimiento

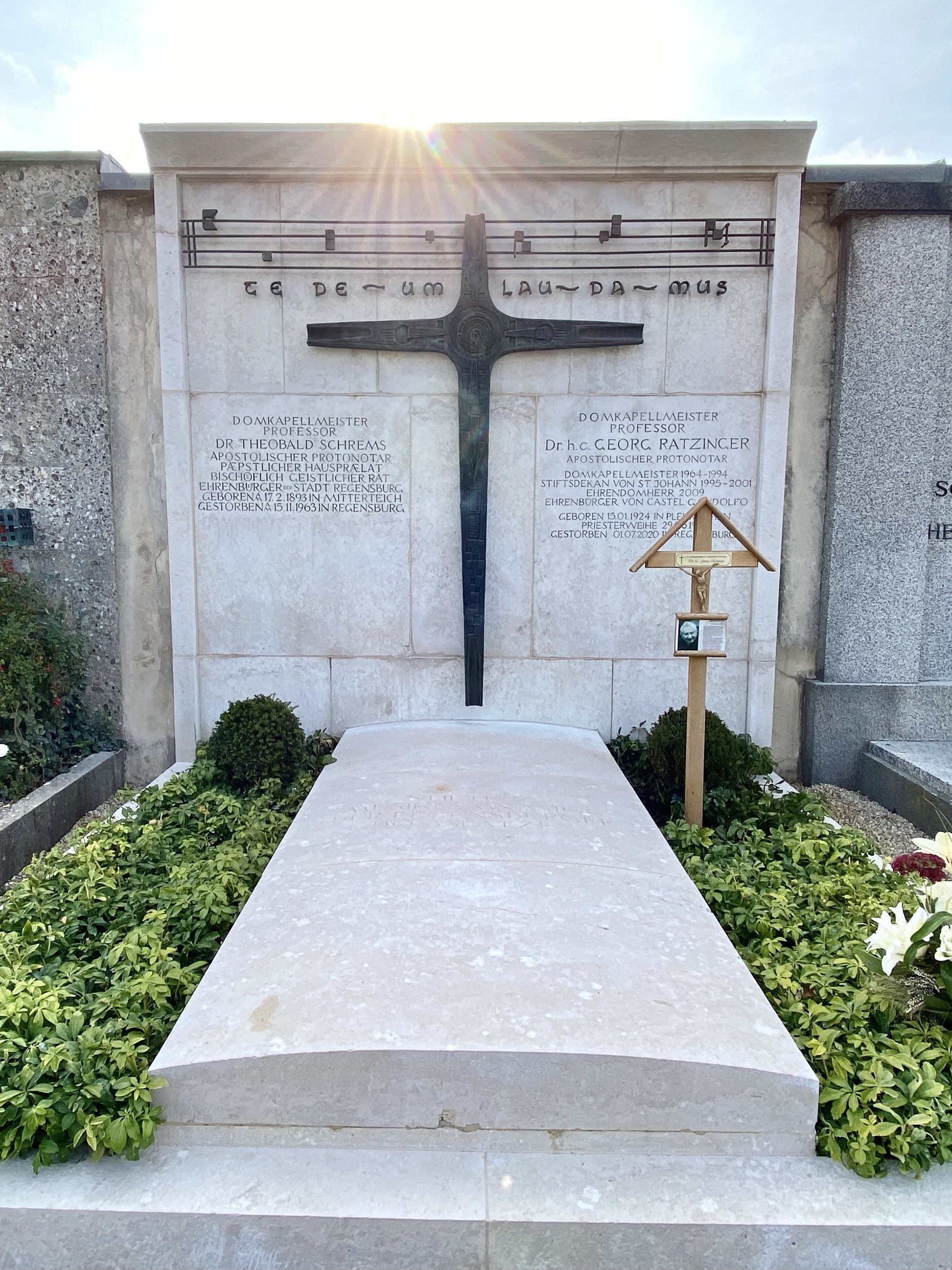
Tumbas de Theobald Schrems y Ratzinger en Ratisbona.

Falleció a los 96 años el 1 de julio de 2020 en el hospital de Ratisbona. Durante el funeral, celebrado en Ratisbona el 8 de julio de 2020, el secretario personal del Papa emérito, Georg Gänswein, leyó un obituario escrito por Benedicto XVI sobre su hermano.Tras el funeral, fue enterrado en el cementerio católico inferior en la tumba fundacional de Regensburger Domspatzen.

## Controversias
Georg Ratzinger fue acusado de ocultar casos de pedofilia mediante un informe; estuvo a cargo de un coro católico entre 1964 y 1990. El informe publicado el 18 de julio de 2017 da cuenta de un elevado número de abusos a menores en el coro que dirigía Ratzinger; al menos 67 jóvenes fueron violados y el hecho fue ocultado por la Iglesia. Sin embargo, Georg Ratzinger aseguró que no tuvo conocimiento de abusos sexuales en el seno de esa institución, fundada en 1975.

## Premios y condecoraciones
Entre las condecoraciones que recibió Georg Ratzinger figuran la Cruz del Mérito Federal y la Orden del Mérito de Baviera. El título de Protonotario Apostólico, que le fue otorgado por el Papa Juan Pablo II, en octubre de 1993.